# Fontenay-aux-Roses
Fontenay-aux-Roses is een gemeente in het Franse departement Hauts-de-Seine (regio Île-de-France) en telt 23.537 inwoners (1999). De plaats maakt deel uit van het arrondissement Antony.

## Geografie
De oppervlakte van Fontenay-aux-Roses bedraagt 2,5 km², de bevolkingsdichtheid is 9414,8 inwoners per km².
De onderstaande kaart toont de ligging van Fontenay-aux-Roses met de belangrijkste infrastructuur en aangrenzende gemeenten.

## Verkeer en vervoer
- Station Fontenay-aux-Roses

## Demografie
Onderstaande figuur toont het verloop van het inwonertal (bron: INSEE-tellingen).

## Geboren
- Pierre Bonnard (1867-1947), kunstschilder
- Aatif Chahechouhe (1986), Marokkaans voetballer
- Adama Soumaoro (1992), voetballer

## Stedenbanden
- Elstree-Borehamwood, sinds 30 januari 1982[2]
- Wiesloch, sinds 23 mei 1974[2]
- Ząbkowice Śląskie, sinds 18 november 2014[2]